# SEMA3E
Le SEMA3E est une protéine appartenant à la classe des sémaphorines, dont le gène est le SEMA3E situé sur le chromosome 5 humain.

## Rôles
Son récepteur est la plexine D1.
Au niveau cérébral, le SEMA3E module l'expression du récepteur au facteur de croissance de l'endothélium vasculaire de type 2, par les neurones, et par ce biais, dirige la croissance des axones. La neuropiline 1 module par ailleurs l'action du couplage SEMA3E-plexine D1. Ce dernier intervient également dans la formation des synapses.
Chez la souris, il intervient dans le développement vasculaire. Il inhibe l'action du facteur de croissance de l’endothélium vasculaire (VEGF), ce dernier contrôlant l'expression de la plexine D1.

## En médecine
Le couplage avec la plexine D1 inhiberait l'apoptose des cellules tumorales dans le cancer du sein métastatique.
Une mutation du gène SEMA3E peut provoquer un syndrome de Kallmann. 